# Goniosoma calcar
Goniosoma calcar is een hooiwagen uit de familie Gonyleptidae.